# Rasso de Bavière
Le prince Rasso de Bavière (en allemand, Rasso Maximilian Rupprecht Prinz von Bayern), né le 24 mai 1926 au château de Leutstetten, Starnberg, où il meurt le 12 septembre 2011, est le fils cadet de François de Bavière et d'Isabelle-Antoinette de Croÿ et un membre de la Maison de Wittelsbach.

## Biographie

### Famille
Le prince Rasso de Bavière, né en 1926, est le dernier des six enfants de François de Bavière et d'Isabelle-Antoinette de Croÿ. Il est le petit-fils du roi Louis III de Bavière. 
Il a un frère aîné, Louis de Bavière (1913-2008), ainsi que quatre sœurs aînées :
 
1) Maria (1914-2011), épouse Pedro Henrique d'Orléans-Bragance,
 
2) Adelgunde (1917-2004), épouse Zdenko O'Carroll, baron von Hoenning,
 
3) Eleonore (1918-2009), épouse Konstantin comte von Waldburg zu Zeil und Trauchburg, et
 
4) Dorothée (1920-2015), épouse Gottfried de Habsbourg-Toscane.

### Carrière
Rasso de Bavière est propriétaire forestier et le président de l'association forestière du Burgenland. Il gère, par ailleurs, les exploitations forestières de sa famille à Sárvár, en Hongrie, depuis 1990, à la suite de l'avènement de la démocratie en Hongrie et du retour des biens familiaux hongrois qui avaient été expropriés par les Soviétiques en 1945.

### Mariage et descendance

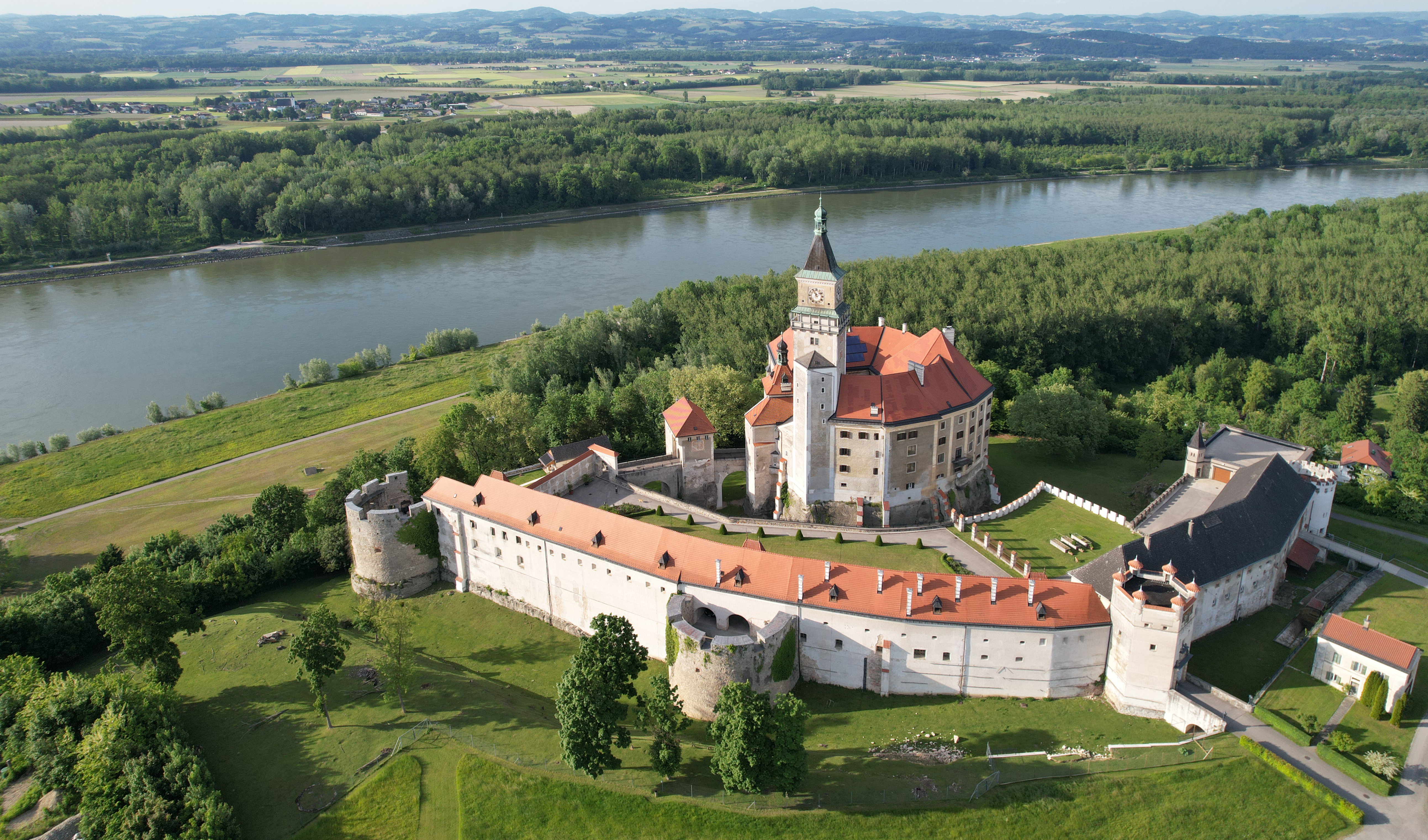
Le château de Wallsee où Rasso a épousé Theresia en 1955.

Le 17 octobre 1955, Rasso épouse au château de Wallsee, district d'Amstetten, Land de Basse-Autriche, l'archiduchesse Theresia de Habsbourg-Toscane (née au château de Wallsee, le 9 janvier 1931), seconde des dix enfants de l'archiduc Théodore Salvator d'Autriche, prince de Toscane (1899-1978) et de la comtesse Maria-Theresia von Waldburg zu Zeil und Trauchburg (1901-1967). La mariée est une arrière-petite-fille de François-Joseph Ier, empereur d'Autriche et roi de Hongrie et d'Élisabeth en Bavière (Sissi), impératrice d'Autriche et reine de Hongrie.
Le couple est parent de sept enfants, titrés princes de Bavière :  
- Maria-Theresia de Bavière, née au château de Hohenschwangau le 10 septembre 1956, infirmière, épouse en 1977 Thomas comte Kornis de Göncz-Ruszka (1949), dont cinq enfants ;
- Franz Joseph de Bavière, né au château de Leutstetten le 21 septembre 1957 et mort à Ruaraka, Kenya, le 22 juin 2022[6], en religion Père Florian à l'abbaye bénédictine de St Ottilien, dans le hameau de Sankt Ottilien en Haute-Bavière dans l'arrondissement de Landsberg am Lech ;
- Elisabeth de Bavière, née au château de Leutstetten le 22 janvier 1959, licenciée en histoire de l'université de Vienne, épouse en 1986 Andreas comte von Kuefstein (1954), dont cinq enfants ;
- Wolfgang de Bavière, né au château de Leutstetten le 28 janvier 1960, licencié en sciences économiques de l'université de Buckingham, cadre de banque, épouse en 1990 Beatrice comtesse zu Lodron-Laterano und Castelromano (1964) (divorcés en 2008), puis épouse en 2013 Tatiana Maria Eames (1976), dont trois fils du premier mariage, titrés princes de Bavière et une fille de sa seconde union : 
  - Tassilo de Bavière (1992) ;
  - Richard de Bavière (1993) ;
  - Philipp de Bavière (1996) ;
  - Maria Flavia de Bavière (2011) ;
- Benedikta de Bavière, née à Starnberg le 13 mars 1961, professeur à Vienne, épouse en 1989 Rudolf baron von Freyberg-Eisenberg (1958), dont trois enfants ;
- Christoph de Bavière, né au château de Leutstetten le 5 mai 1962, exploitant agricole, épouse en 1994 Gudila comtesse von Plettenberg (1962), dont quatre enfants titrés princes de Bavière : 
  - Corbinian de Bavière (1996), épouse en l’église du château de Putbus à Rügen le 12 août 2023 Magdalena von Kessel (1996)[7] ;
  - Stanislaus de Bavière (1997), épouse à l'archi-abbaye Saint-Pierre de Salzbourg le 25 mai 2024 Isabella Hampel [8] ;
  - Marcello de Bavière (1998) ;
  - Odilia de Bavière (2002).
- Gisela de Bavière (th), née au château de Leutstetten le 10 septembre 1964, épouse en 1987 Alexander prince von Sachsen-Gessaphe (1954), dont quatre enfants.

### Mort et funérailles
Le prince Rasso de Bavière meurt le 12 septembre 2011, à l'âge de 75 ans. Il est inhumé dans la nécropole familiale des Wittelsbach à l'abbaye d'Andechs.

## Décorations[1]
- Chevalier de l'ordre de Saint-Hubert (Bavière).
- Commandeur de l'ordre de Saint-Georges de Bavière.
- 1287e Chevalier de l'ordre de la Toison d'or d'Autriche (1975).

## Ascendance
|  |                                              |  |  |  |  |  |  |  |  |  |  |  |  |
|  | 8. Luitpold de Bavière                       |  |  |  |  |  |  |  |  |  |  |  |  |
|  |                                              |  |  |  |  |  |  |  |  |  |  |  |  |
|  |                                              |  |  |  |  |  |  |  |  |  |  |  |  |
|  | 4. Louis III de Bavière                      |  |  |  |  |  |  |  |  |  |  |  |  |
|  |                                              |  |  |  |  |  |  |  |  |  |  |  |  |
|  |                                              |  |  |  |  |  |  |  |  |  |  |  |  |
|  | 9. Auguste-Ferdinande de Habsbourg-Toscane   |  |  |  |  |  |  |  |  |  |  |  |  |
|  |                                              |  |  |  |  |  |  |  |  |  |  |  |  |
|  |                                              |  |  |  |  |  |  |  |  |  |  |  |  |
|  | 2. François de Bavière                       |  |  |  |  |  |  |  |  |  |  |  |  |
|  |                                              |  |  |  |  |  |  |  |  |  |  |  |  |
|  |                                              |  |  |  |  |  |  |  |  |  |  |  |  |
|  | 10. Ferdinand Charles Victor d'Autriche-Este |  |  |  |  |  |  |  |  |  |  |  |  |
|  |                                              |  |  |  |  |  |  |  |  |  |  |  |  |
|  |                                              |  |  |  |  |  |  |  |  |  |  |  |  |
|  | 5. Marie-Thérèse de Modène                   |  |  |  |  |  |  |  |  |  |  |  |  |
|  |                                              |  |  |  |  |  |  |  |  |  |  |  |  |
|  |                                              |  |  |  |  |  |  |  |  |  |  |  |  |
|  | 11. Élisabeth de Habsbourg-Hongrie           |  |  |  |  |  |  |  |  |  |  |  |  |
|  |                                              |  |  |  |  |  |  |  |  |  |  |  |  |
|  |                                              |  |  |  |  |  |  |  |  |  |  |  |  |
|  | 1. Rasso de Bavière                          |  |  |  |  |  |  |  |  |  |  |  |  |
|  |                                              |  |  |  |  |  |  |  |  |  |  |  |  |
|  |                                              |  |  |  |  |  |  |  |  |  |  |  |  |
|  | 12. Rodolphe de Croÿ (de)                    |  |  |  |  |  |  |  |  |  |  |  |  |
|  |                                              |  |  |  |  |  |  |  |  |  |  |  |  |
|  |                                              |  |  |  |  |  |  |  |  |  |  |  |  |
|  | 6. Charles-Alfred de Croÿ (de)               |  |  |  |  |  |  |  |  |  |  |  |  |
|  |                                              |  |  |  |  |  |  |  |  |  |  |  |  |
|  |                                              |  |  |  |  |  |  |  |  |  |  |  |  |
|  | 13. Nathalie de Ligne (d)                    |  |  |  |  |  |  |  |  |  |  |  |  |
|  |                                              |  |  |  |  |  |  |  |  |  |  |  |  |
|  |                                              |  |  |  |  |  |  |  |  |  |  |  |  |
|  | 3. Isabelle-Antoinette de Croÿ               |  |  |  |  |  |  |  |  |  |  |  |  |
|  |                                              |  |  |  |  |  |  |  |  |  |  |  |  |
|  |                                              |  |  |  |  |  |  |  |  |  |  |  |  |
|  | 14. Engelbert-Auguste d'Arenberg             |  |  |  |  |  |  |  |  |  |  |  |  |
|  |                                              |  |  |  |  |  |  |  |  |  |  |  |  |
|  |                                              |  |  |  |  |  |  |  |  |  |  |  |  |
|  | 7. Marie Ludmilla d'Arenberg (d)             |  |  |  |  |  |  |  |  |  |  |  |  |
|  |                                              |  |  |  |  |  |  |  |  |  |  |  |  |
|  |                                              |  |  |  |  |  |  |  |  |  |  |  |  |
|  | 15. Éléonore d'Arenberg (d)                  |  |  |  |  |  |  |  |  |  |  |  |  |
|  |                                              |  |  |  |  |  |  |  |  |  |  |  |  |
|  |                                              |  |  |  |  |  |  |  |  |  |  |  |  |